# 警察 (絕命律師)
〈警察〉（英語：Five-O）是美國犯罪劇情電視劇《絕命律師》第一季的第六集，該集由戈登·史密斯編劇，並由亞當·伯恩斯坦執導。在美國，該集於2015年3月9日在AMC播出，至於美國以外的多個國家則在串流媒體服務Netflix上首播。
該集獲得絕大多數評論家的好評，喬納森·班克斯的演出亦受到表揚。

## 劇情

### 開場
在閃回片段中，麥克·艾曼翠岳（喬納森·班克斯 飾）在阿爾伯克基下火車並重新包紮受傷的左肩，隨後與他的兒媳史黛西（凯瑞·康顿 飾）（上一集“雪山牧童”結尾出現的那個女人）和孫女凱莉（Kaylee）（菲絲·希莉（Faith Healey） 飾）見面。史黛西和麥克簡要地討論馬特（Matt）的死因，他是麥克的兒子和史黛西的丈夫。麥克之後去找阿爾伯克基的一名獸醫卡爾德拉醫生（喬·德羅薩 飾）治療受傷的肩膀。

### 主線劇情
費城的格雷格·桑德斯警探（巴里·沙巴卡·亨利 飾）和傑夫·阿巴西警探（奧米德·阿布塔希 飾）（上一集“雪山牧童”結尾出現的兩個警探）正在調查2001年被殺的一名警官，亦即是麥克的兒子馬特的死因。馬特死後的六個月，他的搭檔傑克·芬斯基和特洛伊·霍夫曼在一次類似的伏擊中喪生，兩名警探懷疑是麥克殺害他們的。為了查出真相，桑德斯和阿巴西試圖質問麥克，麥克要求吉米·麥吉爾（鮑勃·奧登科克 飾）作為他的代表律師。吉米故意把咖啡灑在阿巴西身上，麥克假裝幫阿巴西抺乾他的外套，實際上是偷走他的筆記本。
麥克從阿巴西的筆記本中得知史黛西在發現馬特生前藏在手提箱裡的錢後聯繫費城警方，她希望調查現金的來源有助於查明殺害馬特的兇手。在費城的閃回片段中，麥克闖入酒吧外的一輛警車，隨後進入酒吧並告訴芬斯基和霍夫曼他知道兩人就是殺害馬特的兇手，更在酒吧關門時宣佈自己計劃搬到阿爾伯克基。正當麥克蹣跚著離開時，芬斯基和霍夫曼提議送他回家，並幫助他坐到警車後座。
芬斯基和霍夫曼將警車停在某處計劃殺死麥克，但他實際上並沒有喝醉。麥克用稍早前闖入警車時藏在後座的左輪手槍向芬斯基開了兩槍，霍夫曼試圖拔出警用手槍反擊，但麥克馬上開一槍殺死了他，倒地的芬斯基勉強開槍射中麥克的左肩，麥克反擊射中他的喉嚨。麥克最後瞄準芬斯基的頭部開槍，然後離開並準備前往阿爾伯克基。
鏡頭回到現在的阿爾伯克基，麥克向史黛西承認馬特所在的轄區警察腐敗猖獗，就連麥克自己都會收受賄賂。當霍夫曼提出讓馬特加入時，馬特徵求麥克的建議。麥克提議他應該接受邀請，因為不收受賄賂的話會被其他人視為吹哨人，而芬斯基和霍夫曼後來謀殺馬特的原因則是他的猶豫不決，兩人害怕他會舉報他們。史黛西追問麥克是誰殺了芬斯基和霍夫曼，麥克並無回答，只是說她現在知道之前發生什麼了，並問她是否可以承受真相生活下去。

## 製作
該集劇本是戈登·史密斯編寫的第一個電視劇本，他曾是《絕命毒師》的編劇助理。該集由為《絕命毒師》執導過幾集的亞當·伯恩斯坦執導。

## 迴響

### 收視率
該集在播出後的美國總收視人數為257萬觀眾，並在美國18-49歲的成年人統計人口中獲得1.3的收視率。

### 評價

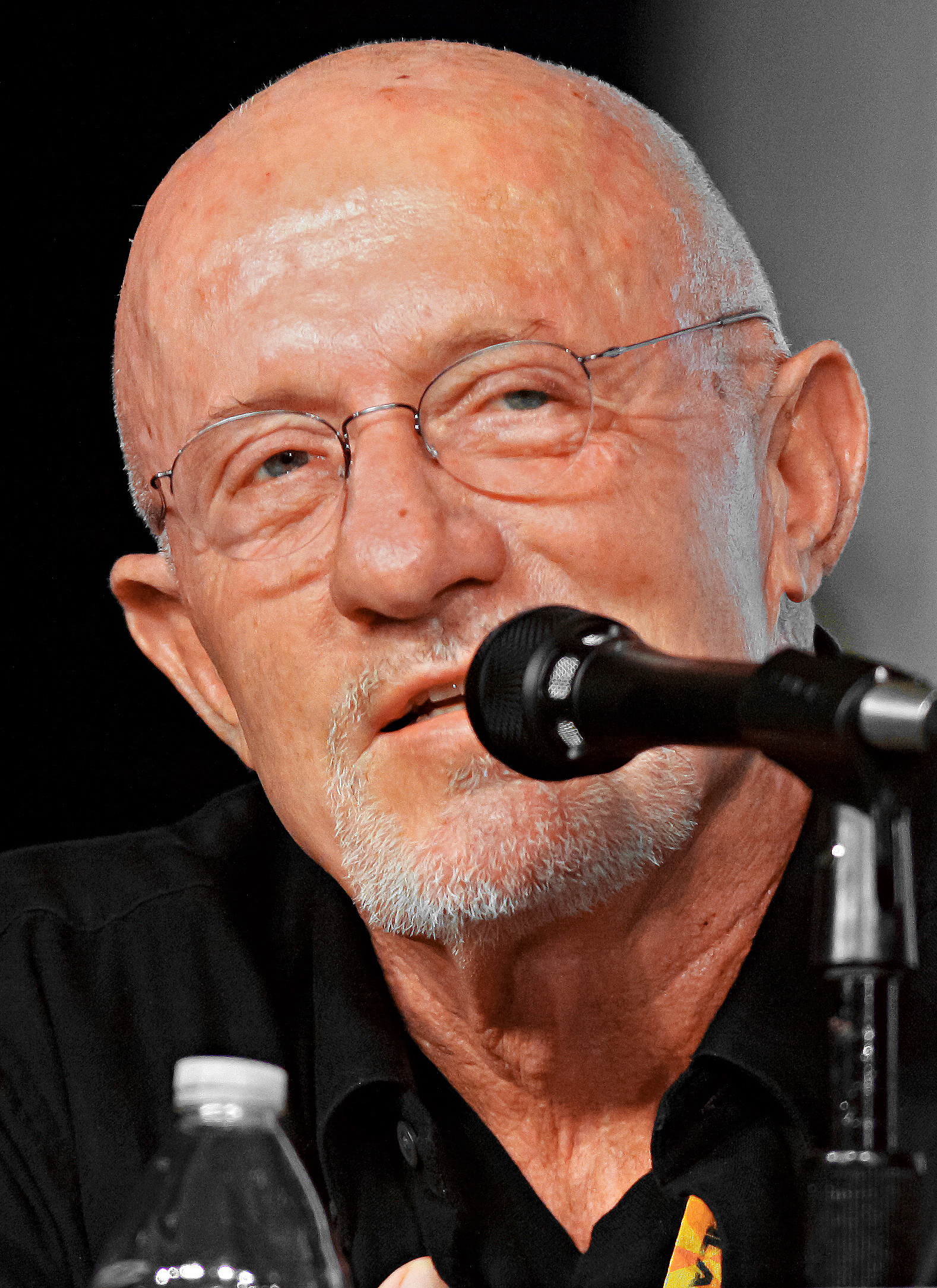
喬納森·班克斯在該集的演出獲得一致好評，這讓他獲得黃金時段艾美獎提名。

該集獲得絕大多數的正面評價，喬納森·班克斯的演出亦得到一致好評，不少評論家認為他值得獲獎。根据評論匯總网站爛番茄汇总的25篇评论文章，100%的评论家给予该作正面评价，使之獲得「認證新鮮」標識，平均打分为8.80分（满分10分）」在《Ranker》上，該集目前是該劇迄今為止評分第八高的劇集。
《IGN》的羅斯·科內特（Roth Cornet）給該集9.7/10分的評價，稱讚喬納森·班克斯的演出、劇集的節奏和交織的故事情節，以及劇集的最後一幕。她總結道：“《絕命律師》不斷提供一些電視節目最好的的元素，因為熟悉《絕命毒師》的觀眾和新觀眾都對麥克的悲慘過去感到震驚。”《TV.com》的蒂姆·蘇雷特（Tim Surette）也高度讚揚班克斯的演出，並寫道該集值得贏取艾美獎，稱其為“迄2015年為止最好的劇集之一”。
該集最終獲得三項黃金時段艾美獎提名：班克斯獲提名最佳劇情類劇集男配角，戈登·史密斯獲提名最佳劇情類劇集編劇，凱利·狄克遜（Kelley Dixon）則獲提名最佳單攝像機劇情類劇集圖像剪輯。當彼特·丁拉基最終贏得最佳男配角獎時，他在台上讚揚其他提名者，並點名提到班克斯。

## 外部連結
- 互联网电影数据库上警察的资料（英文）

- 《警察》（页面存档备份，存于）在AMC
- 爛番茄上《警察》的資料（英文）